# District municipal de Wenchi
Le district municipal de Wenchi (Wenchi Municipal District, en Anglais) est l’un des 22 districts de la Région de Brong Ahafo au Ghana.
Il a été créé par décret présidentiel le 12 novembre 2003 avec une partie du district de Tain.

## Villes et villages du district
| - Wenchi - Akrobi - Awoase - Trromeso - Amponsakrom. - Nchiraa - Subinso N°2 |

## Sources
- (en) Site de Ghanadistricts